# バークシャー地域交通局

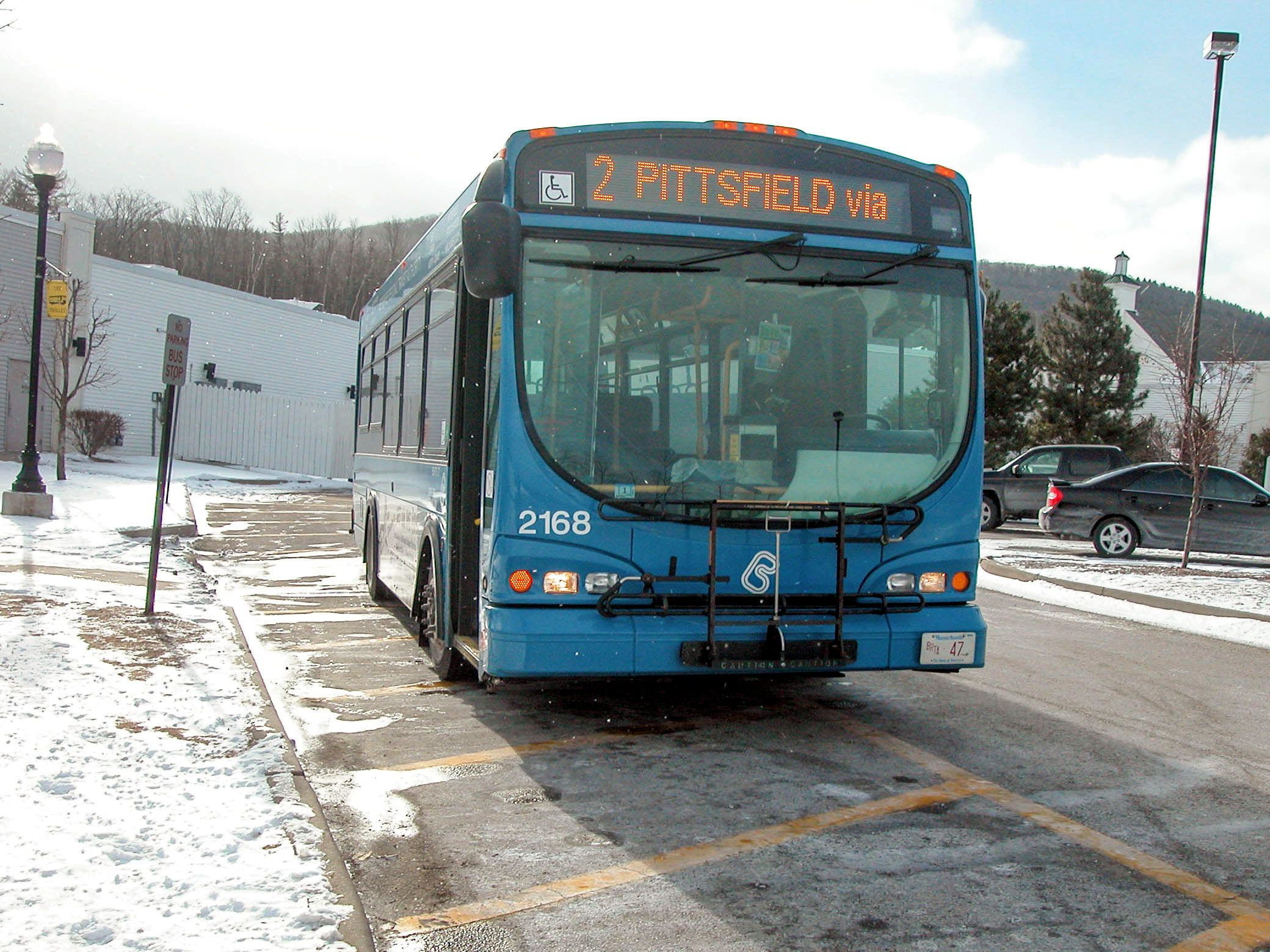
2系統のバス

バークシャー地域交通局（英語：Berkshire Regional Transit Authority、略称：BRTA）は、アメリカ合衆国マサチューセッツ州西部のバークシャー郡で、路線バスおよびパラトランジットの運営を行う公共交通事業者。ピッツフィールド市のジョセフ・シェルシ・インターモーダル・トランスポーテーション・センター（ピッツフィールドITC）を拠点とする。

## 運賃
運賃は現金またはCharlieCardで支払うことができる。同一市町内または隣接市町への移動にかかるローカル運賃は、現金で1.75ドル、またはCharlieCardで1.55ドルである。3つ以上の市町をまたぐ移動にかかるシステムワイド運賃は、現金で4.50ドル、またはCharlieCardで4.00ドルである。このほかに、1日・7日・30日などの定期乗車券が設定されている。

## 路線
路線バスは平日の午前5時45分から午後11時、および土曜日の午前7時15分から午後7時にかけて運行される。大統領誕生日・愛国者の日以外の祝日や、日曜日の運行はない。
| 系統 | 起終点                               | 起終点                         | 主な経由地                                 |
| ---- | ------------------------------------ | ------------------------------ | ------------------------------------------ |
| 1    | ウォルマート（ノースアダムズ店）     | ピッツフィールドITC            | アダムズ町 チェシャー町 アレンデールプラザ |
| 2    | リー・プレミアム・アウトレット       | ピッツフィールドITC            | レノックス町                               |
| 3    | クラーク美術館                       | ノースアダムズ                 | ウィリアムズタウン町                       |
| 4    | ヒンズデール郵便局                   | ピッツフィールドITC            | ダルトン町 アレンデールプラザ              |
| 5A   | レーンズボロ                         | ピッツフィールドITC            |                                            |
| 5B   | レーンズボロ                         | ピッツフィールドITC            |                                            |
| 11   | バークシャー・コミュニティ・カレッジ | ピッツフィールドITC            |                                            |
| 12   | ピッツフィールドITC                  | （循環・反時計回り）           | アレンデールプラザ                         |
| 14   | ピッツフィールドITC                  | （循環・時計回り）             | アレンデールプラザ                         |
| 15   | レバノン・アヴェニュー               | ピッツフィールドITC            |                                            |
| 21   | グレートバーリントン                 | リー・プレミアム・アウトレット | ストックブリッジ町                         |
| 34   | ノースアダムズ                       | （循環）                       | ウォルマート（ノースアダムズ店）           |
| 921  | グレートバーリントン                 | ピッツフィールドITC            | ストックブリッジ町 レノックス町            |